# L'Effet Lazare
Ne doit pas être confondu avec Lazarus Effect.
L'Effet Lazare (titre original : The Lazarus Effect), paru en 1983, est le troisième volume du cycle Programme conscience, et le dernier de la série écrite en collaboration par Frank Herbert et Bill Ransom. De toute sa carrière, c’est aussi l'avant dernier livre écrit par Frank Herbert.

## Résumé
Nef, le vaisseau-intelligence-artificielle-Dieu lancé par les terriens dans l'espace, est parti. Sur les océans de Pandore, la planète créée par Nef, un immense varech conscient est disparu : Avata. Celui-ci régissait les océans de la planète qui, privés de tout contrôle, engloutissent les terres. Pandore abrite deux peuples humains bien distincts : les Siréniens et les Iliens. Les premiers vivent sous la mer et jouissent d'une technologie avancée. Les Iliens vivent sur d'immenses îles biologiques et subissent les effets des manipulations génétiques du passé. Leur technologie repose sur la biologie.